# Nedda G. Anhalt
Nedda Gurwitz Zuchowicz, (5 de febrero de 1934 en La Habana, Cuba) es una uentista, ensayista, entrevistadora, traductora, crítica literaria y cinematográfica nacida en cuba y que obtuvo la nacionalidad mexicana en diciembre de 1967.

## Biografía
Primera de los dos hijos del matrimonio formado por Helena Zuchowicz Gurwitz y Miguel Gurwitz Antovile. Pasó su infancia, adolescencia y primeros años de juventud en su natal Cuba. Efectuó viajes ocasionales a México para visitar a sus tíos y una estancia de estudios en Estados Unidos. En 1952, en México, conoció a Enrique Anhalt Kronheim, quien años después se convertiría en su esposo y padre de su único hijo, Eduardo. Obtuvo la nacionalidad mexicana en diciembre de 1967, aunque hay referencias biográficas que señalan 1968. 
Nedda G. de Anhalt efectuó estudios de Derecho Civil, Diplomático y Administrativo en la Universidad de La Habana y posteriormente de Literatura en el Sarah Lawrence College, de Nueva York. Obtuvo el Bachelor of Arts in General Studies (1977), el certificado de Maestra de Español como segundo idioma (1979) y la maestría (1980) en Estudios Latinoamericanos, los tres por la Universidad de Las Américas.
Cuentista, ensayista, entrevistadora, maestra, traductora, crítica literaria y cinematográfica por más de treinta años, ha publicado 15 libros y, más de una docena colectivos. Sus cuentos, poemas y ensayos han aparecido en diversas antologías en África, Argentina, Brasil, España, Estados Unidos, Guatemala, Nicaragua y se han traducido al alemán, esperanto, hebreo, inglés, italiano, portugués, turco, mixteco, zapoteco y k’iche’.
Su obra ha sido publicada en diversos diarios, suplementos y revistas del país y del extranjero: El Universal, El Semanario de Bellas Artes, la Revista Mexicana de Cultura, Suplemento Sábado del unomásuno, Enfoques, Suplemento Cultural Gráfico de Xalapa, Punto de Partida, La palabra y el hombre, El Parnaso, Tribuna Israelita, Tu Mundo, Foro, Diálogos, ¡Siempre!, Kesher, Revista del CDI, Casa del Tiempo, Vuelta, Tierra Adentro, Macrópolis, Mar de Tinta, Papeles de San Mateo, El Tlacuache, Opus 123, La Gaceta del FCE, Letras Libres, Cinemanía, Nitrato de Plata, Aquilón, Tu Mundo, Paul L.A. Journalism, Biblioteca de México, El Petit Journal de San Miguel de Allende; Luvina en Guadalajara; el suplemento Culturas de Diario 16, el Boletín del Comité Pro Derechos Humanos, ambos en Madrid, y revista Turia, en Zaragoza, España; en las revistas Linden Lane, Círculo y La Nuez, en Estados Unidos; revista Carta de Cuba en Puerto Rico; La Crónica, suplemento periodístico, en Lima, Perú. A partir de 1985 su columna de crítica cinematográfica “Cine por venir” fue publicada durante más de cinco años en el periódico unomásuno. Su columna “En pocas palabras” apareció desde 2001 en el boletín La Pajarita de Papel del Pen Club de México [actualmente desaparecida]. Fue miembro del consejo editorial de las revistas Cinemanía y La Otra Cuba. Algunas de estas fuentes ya no se encuentran en circulación.
Impartió diversos cursos para instituciones como: Universidad de las Américas y el Centro de Estudios Literarios del Instituto de Cultura de Baja California; Periodismo Literario en Mexicali, B. C.; en julio de 1992, “Guillermo Cabrera Infante: iconoclasta genial”, dado en tres conferencias en Difocur, formó parte del diplomado en Narrativa Hispanoamericana (Tijuana-Mexicali, 19 y 20 de junio de 1998). “Aproximaciones a la Obra de Octavio Paz” (La llama doble y La hija de Rappaccini) fue impartido en el Centro de Estudios Literarios del Instituto de Cultura de Baja California el 2 y 3 de junio (s/f). Su ensayo sobre “Coloquio de los Centauros” de Rubén Darío fue publicado en Nicaragua, y sirvió de conferencia en un evento el 29 de mayo de 2008 en la Biblioteca Pública del Estado en Mexicali, B.C.
Tiene publicado ensayos y críticas sobre la obra de otros escritores como Guillermo Cabrera Infante, Lydia Cabrera, Sergio Galindo, Gastón Baquero, Octavio Paz, Reinaldo Arenas, entre otros. Ha participado en diversos foros, presentaciones de libros y conferencias, en Murcia, España, Florida, EE. UU., Guatemala, Nicaragua y en el Coloquio Internacional: La escritura ecológica y “meta-final” de Guillermo Cabrera Infante. Homenaje a su obra ‘casi’ completa. De la Friedrich-Shiller-Universität Jena, 22-24. 04. 2015, Alemania. Estuvo en la mesa “El cronista de la Habana, Cuba: de la pantalla a la historia”, y participó con la ponencia titulada “El cronista de una Habana difunta”.
La labor de Nedda G. de Anhalt ha sido reconocida con medalla y diploma de la Universidad de Las Américas, diciembre de 1994. Segundo Accésit del Premio Internacional “Eugenio Florit” de Poesía 2001. Premio APEIM (Asociación de Periodistas y Escritores Israelitas de México, A.C.) 2009, Manuel Levinsky otorgado el 24 de enero de 2010 en la Ciudad de México. Medalla Mélida Muralles de Close de la Asociación Gerontológica de Guatemala, 2013, recibida en la Asociación de Médicos Escritores el 22 de marzo de 2013, en la Ciudad de Guatemala.
Es miembro de diversas asociaciones civiles y organizaciones no gubernamentales, entre ellas la Fundación Rufino y Olga Tamayo, el Museo José Luis Cuevas, el Grupo de los Cien (Cien intelectuales por la ecología de México), el Pen Internacional y el Pen Club de México, del cual fue secretaria general (1997-2000), vicepresidenta (2001-2009) y vocal.
Los temas que aborda en su obra son: amor, judaísmo, exilio cubano y música.

## Obras
- El Correo del Azar, 1984. [cuentos] Col. Los libros del fakir, Ed. Oasis, México.
- El banquete, 1991. [cuentos] Textos de Difusión Cultural, serie “Rayuela”, Ed. Dirección de Literatura de la UNAM, México.
- Rojo y Naranja sobre Rojo, 1991. [recopilación de entrevistas] Col. “La reflexión” Ed. Vuelta, México.
- Cine: La Gran Seducción, 1991. [cine] Col. “Biblioteca” Universidad Veracruzana, Jalapa, México.
- Allá donde ves la neblina: Un acercamiento a la obra de Sergio Galindo, 1992 y 2003. [monografía] Col. Biblioteca, Ed. Universidad Veracruzana, Veracruz.
- Cuentos Inauditos, 1994. [cuentos] Ed. Incaro, México.
- Crítica Apasionada, 1994. [aforismos] Colección “el vacío de la vanidad”, Ediciones Los Domésticos. Mexicali, Baja California.
- A buena hora mangos verdes, 1998. [cuentos] Ed. Cocodrilo Verde, Madrid.
- Dile que pienso en ella, 1999. [entrevistas] Ediciones La Otra Cuba, México.
- ¿Por qué Dreyfus?  El ensayo de un crimen, 2003. [ensayo] Colección “La Reflexión”, Conaculta, México.
- Cuadernos del Exilio, 2006. [poesía] PEN México/praxis, México.
- Al día siguiente, 2013. [poesía] Mujeres de Oaxaca navegando en el tiempo, Palibrio, Oaxaca-EUA.
- Déjame que te cuente, (1980-2009), 2013. [cuentos] Ed. Fondo de Cultura Económica, México.

## Publicaciones colectivas
- La fiesta innombrable: Trece poetas cubanos, (selección e introducción), 1992. Ed. El Tucán de Virginia, México.
- Festejo: 80 Años de Octavio Paz, 1994.
- Círculo: Revista de Cultura, Círculo de Cultura Panamericano (Vol. XXVII), 1995.
- Narrativa y Libertad, Vol. 1, 1996.
- Las mujeres de la torre, 1996.
- Chili & Salz, 1996.
- José Martí. En el centenario de su muerte.
- Círculo: Revista de Cultura número extraordinario, Vol. XXV, 1996
- A Necklace of Words, 1997.
- Guillermo Cabrera Infante, Assays, Essays, and Other Arts, 1999.
- Nuestra Voz/Notre Voix/Our Voice, 2001.
- Diálogos Cervantinos con Cabrera Infante, 2001.
- Reinaldo Arenas, aunque anochezca, Col. Polymita, Luis de la Paz, Ediciones Universal, 2002.
- Siscrive, 2002.
- Taking Root, 2002.
- Sexto maratón de Poesía, 2004
- Dance the Guns to Silence, 2005.
- Cinco libros en mi vida, 2009.
- Breve Antología de Poesía del Mundo (Núm. 3, 2009).
- Oaxaqueñas que dejaron huella, 2010.
- Rosario Castellanos: Rosario Memorable, 2012.